# 缶切り

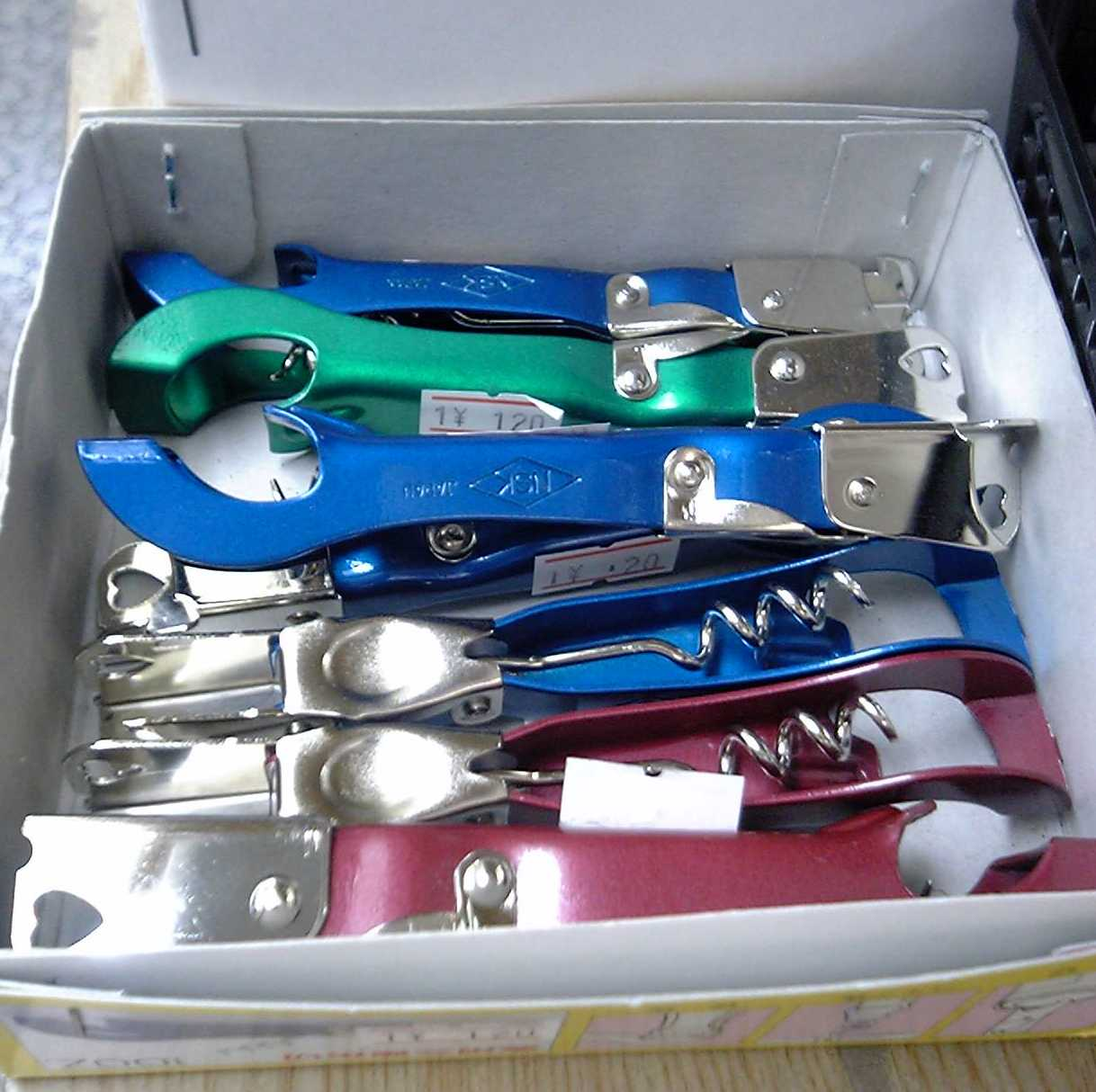
固定刃型缶切り

缶切り（かんきり）とは、缶詰の蓋を切断しながら開封するために用いる道具である。

## 概要

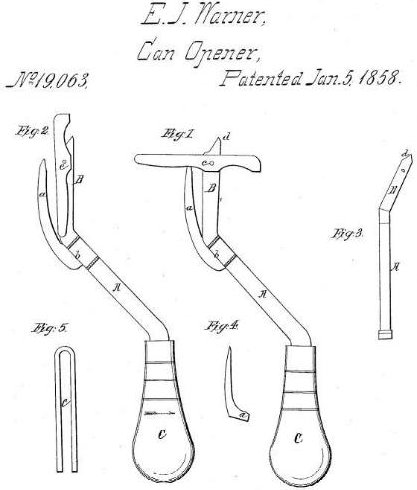
ワーナー式缶切り。世界最初の缶切りとも言われている。

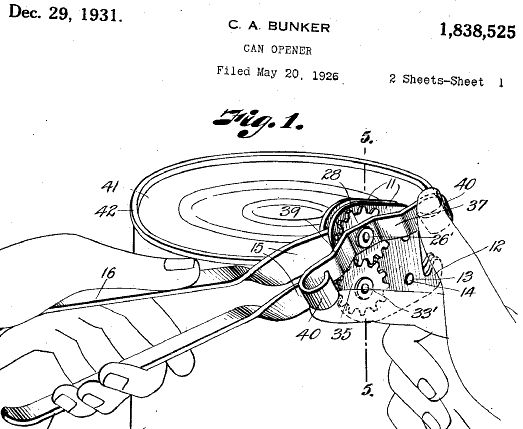
バンカー式缶切り

1804年、フランスのニコラ・アペールは、ガラス瓶の中に食物を入れ、密封した上で加熱殺菌を施した後に保存する手法を発明した。当時、ナポレオン・ボナパルト統治下のフランスは外国への軍事遠征を頻繁に実施しており、関連して食糧の新たな長期保存手段の開発を模索していた。従来は塩蔵、薫製、酢漬けを中心として食糧の保存が行われていたが、味が悪く、また劣化も早かった。1810年6月、アペールはフランス当局の要請に基づいて研究成果を纏め、『全ての家庭への本、すなわちあらゆる食品を数年間保存する技術』（フランス語: Le livre de tous les ménages ou l'art de conserver pendant plusieurs années, toutes les substances animales et végétales）として出版した。同書は間もなくドイツ語、英語、スウェーデン語へと翻訳された。
1810年8月、イギリスのピーター・デュラントは、ブリキ缶を用いた食品の貯蔵法、および蓋をして密閉できる容器の特許を取得した。この際、容器の名称をチン・キャニスター（Tin Canister, 「ブリキ筒」）としており、これを略したCanという言葉は英語で同種容器を指す語となった。また、後に日本語では「缶」という字を当てて音訳された。
1812年、デュラントの特許を元に、ブライアン・ドンキンとジョン・ホールが世界で初めて缶詰工場を設立し、翌1813年から陸海軍への納入を始めた。缶詰は瓶よりも頑丈かつ軽量で輸送も容易であったものの、製造コストが高く、もっぱら軍需あるいは探検など、特殊な用途に用いられていた。ウィリアム・エドワード・パリーの北極遠征の際にも、ドンキン社製の缶詰が支給された。当時の缶詰はブリキ板が厚く頑丈だったため、「のみとハンマーで開けてください」という指示が書かれていた。その後、移民と共に缶詰の技術はアメリカ大陸へと伝わり、殺菌、製缶、充填などの各分野で急速な技術進歩が見られ、また生産性を上げる機械化も同時に進んだ。
1858年1月5日、アメリカのエズラ・J・ワーナーが缶を開封する器具、すなわち缶切りの特許を取得した。この時期には技術の発展に伴い、薄いスチール製の缶が普及しつつあった。使い勝手に難のあったワーナー式は一般家庭には普及せず、主に食料品店や軍隊によって用いられた。食料品店では店員がその場で缶を切り、中身の食品を客に渡していた。
一般にはワーナー式が世界初の缶切りだと言われているが、イギリスの研究者サミュエル・J・ハードマン（Samuel J. Hardman）が工具および取引歴史協会向けに執筆した記事によれば、イギリスで刃物や外科用器具の製造を行っていたロバート・イェーツ（Robert Yates）が1855年に、またイェーツの息子フレデリック（Frederick Green Yates）が1851年にそれぞれ缶切りの特許を取得していたとしている。また、イギリスのジョン・ギロン（John Gillon）が1840年に考案したとされる缶切りが1843年のカタログに掲載されていたほか、当時の缶詰のラベルに書かれた開封方法の説明文には、直接言及されてはいないがナイフと缶切りを使って開封するかのように示唆されているものがある。
回転式の缶切りは、ウィリアム・ライマンが1870年に初めて考案した。現代の回転式（ねじ式）缶切りに類似したものは、1920年代にチャールズ・アーサー・バンカー（Charles Arthur Bunker）が考案した。
現代の缶切りは、コルク抜付き、栓抜き付き、プルタブ起こし（プルタグ起こし）付きのものもある。栓抜きの機能も合わせ持つ缶切りは、道具の両端にそれぞれ栓抜きと缶切りが位置するため、この道具を指して栓抜きと呼ばれる場合もある。
缶切りは、使用者の利き手の違いに対応するため、右利き用と左利き用とがあり、一般に市販されているものの多くは右利き用であるが、少数ながら左手用も存在する。アーミーナイフでも缶切りの付属する物は多いが、こちらも右手用・左手用の両モデルが存在する（一部メーカーのみ）。
かつては、缶詰は缶切りが無ければ開けられなかったが、清涼飲料水では1960年代ごろより、1970年代後半より食品の小型の缶の缶蓋でもイージーオープンエンドの採用がすすみ（イージーオープン缶）、大抵は缶切りを用いなくても開缶可能となっているため、一般における缶切りの利用頻度は減少している。
しかし、未だ開封に缶切りを要する缶詰も流通しており、また、陸上自衛隊の戦闘糧食I型のように、軍事用で空中投下を前提としているため、このような方式の使えない缶詰では、やはり缶切りが必要であるため、缶に缶切りが付属している場合もある。

## 分類
通常、缶切りはてこ式とねじ式とに分けられる。このほかコンビーフ缶の巻取式などがある。

### てこ式

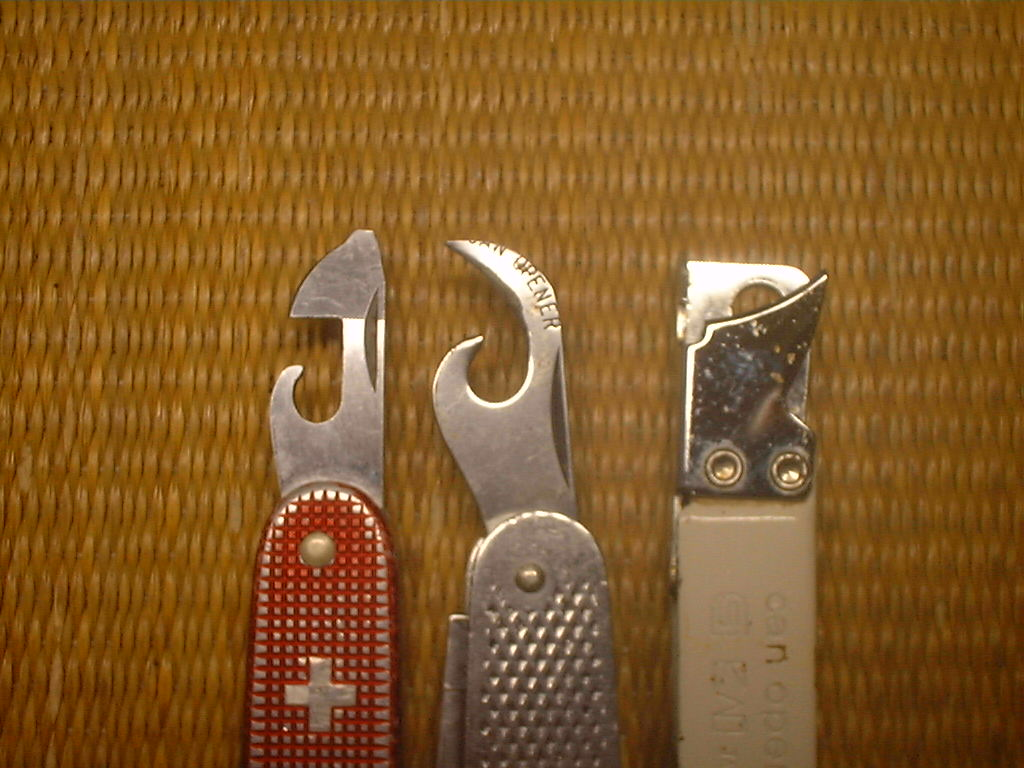
アーミーナイフの缶切り
左・押し切りタイプ
中央・引き切りタイプ
右・一般的缶切り（引き切り）

鋭利な金属製の刃と、缶の縁（リム）にひっかける金具から構成され、手動で缶の縁を移動しながら円周方向に蓋を切断していく形式（固定刃型）である。
てこの原理を用い、少ない力で大きな切開力を生み出しており、作用点は刃の切断点で、支点が縁の引っ掛かりであるが、力点は支点の両側にあるタイプと、缶上部に向かって伸びているハンドル部分のみのタイプがあり、後者は押し下げるタイプと押し上げる（引き上げる）タイプの物がある。
缶を切る方向では、押して切るタイプと引いて切るタイプがある。たとえばスイスアーミーナイフに付属の缶切りの場合、ウェンガー社のものは引き、ビクトリノックス社のものは押しタイプである。ウェンガーがビクトリノックス傘下に入った後もブランド毎の異なる形式は引き継がれている。
切断面が鋭利なギザギザになるため、缶の縁の内側に不用意に手をかけた場合、指先に怪我をする場合がある。切り取った蓋の扱いにも同様に注意を要する。

### ねじ式

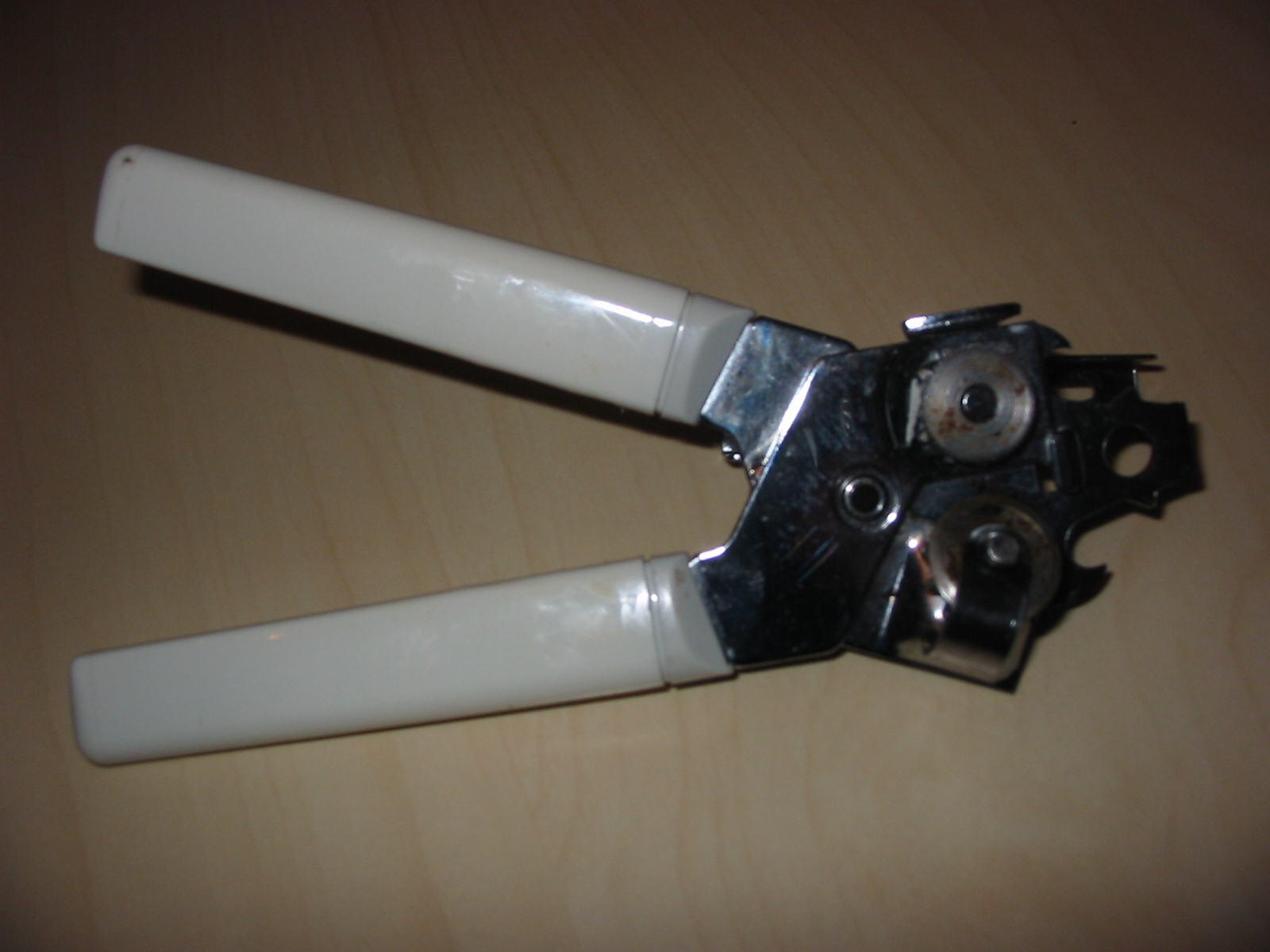
回転刃型缶切り（上面用）
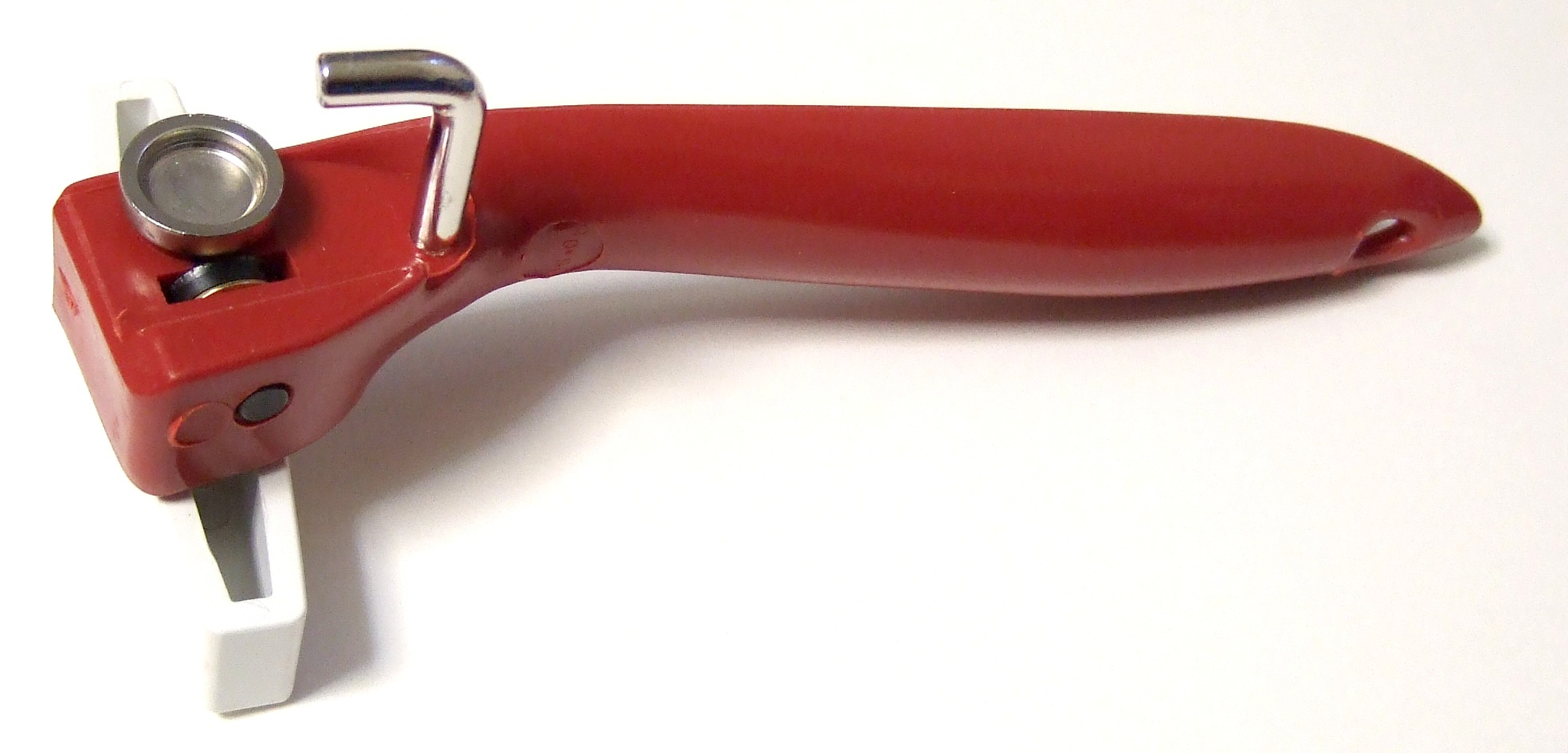
回転刃型缶切り（側面用）

ローラー状のブレードと缶の縁に引っかける金具から構成され、ハンドルを回すことにより蓋を切開していくもの（回転刃型）。缶の上面を切断するタイプと、側面を切断するタイプがある。
上面を切断するタイプ
この機構を電動化した電動缶切りが、欧米家庭で普及している。これを模したものがアメリカ映画『バック・トゥ・ザ・フューチャー』の冒頭シーンに、タイマー仕掛けでドッグフード缶詰を開ける用途で登場する。
側面を切断するタイプ
蓋の接合部の側面を切断するタイプは、切屑が缶の中に入りにくい特徴がある。

### 巻取式

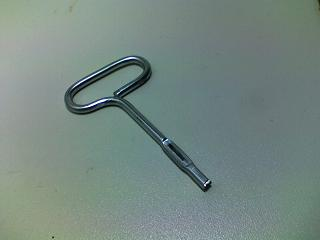
コンビーフ用の缶切り
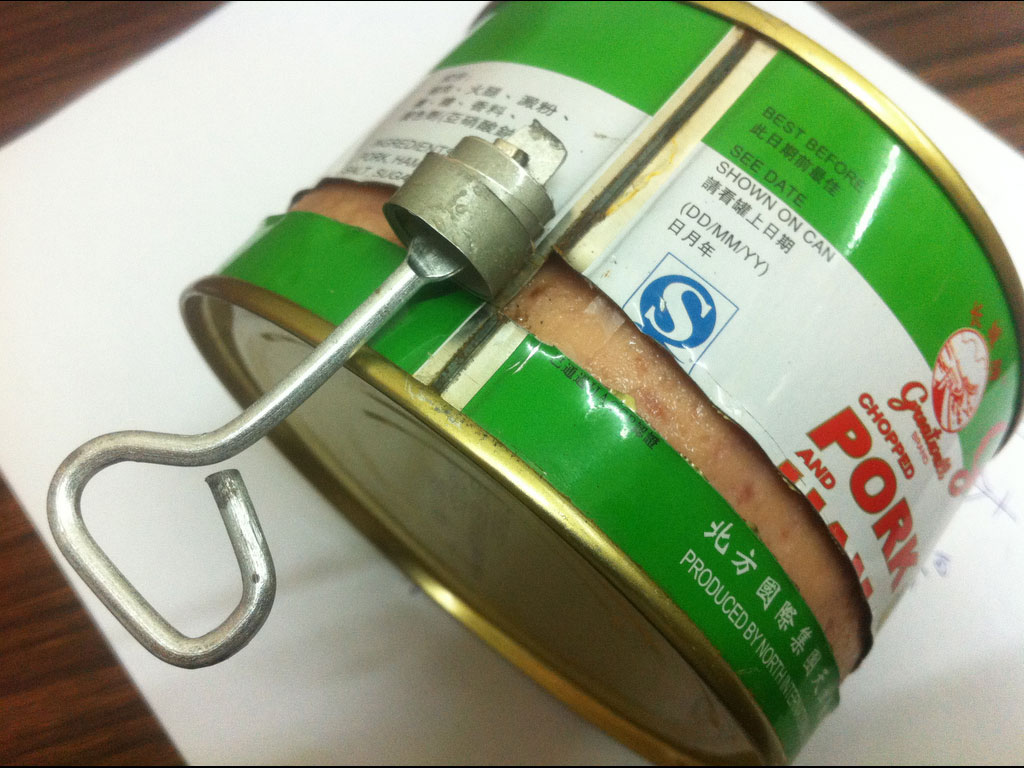
巻き取った状態

コンビーフ缶や一部のレーション用のもの。あらかじめ缶の周囲に付けた極浅い溝（傷）に沿って、缶の外装を帯状に巻き取る為に使用するもの。一部で、巻取鍵などと呼ばれる。缶に溶接・引きちぎりで取り外すか、あるいはシールで貼り付けで付属しているため、単独での販売はされていないし、一般にはその都度使い切りで再利用もされない。まれに缶から脱落して開ける前に行方不明になることもあり、この場合にはラジオペンチなど、他の工具で代用することがある。

### 開缶器
開缶器（穴あけ器）
食用油や練乳など、中身が液体のみで固形物の入っていない缶詰めに使用する。昔の缶飲料には飲み口がない代わりにこれが付属しており、これを使用して缶に小孔を穿ち、飲料を取り出していた。缶飲料にはイージーオープンエンド（プルタブ式のちにステイオンタブ式）が広く普及したため、現在ではこの形式の缶飲料は発売されていない。飲料缶に付属の穴あけ器は飲料メーカー名が刻印されていたため、一部でコレクションの対象になっている。
開缶器（Vカッター）
一斗缶等の角にV字形の穴を空け、内容物を取り出せるようにするもの。空気孔と流出用の孔を空けるために使用される。

### 電気缶切機
缶の上部にセットしてスイッチを入れると、電動で缶切り作業が行われる器具も市販されている。電気缶切機や電動缶切りなどと呼ばれる。